# Tour de Limburgo 2021
La 69.ª edición de la clásica ciclista Tour de Limburgo fue una carrera en Bélgica que se celebró el 24 de mayo de 2021 con inicio en la ciudad de Hasselt y final en la ciudad de Tongeren sobre un recorrido de 199,63 kilómetros.
La carrera formó parte del UCI Europe Tour 2021, calendario ciclístico de los Circuitos Continentales UCI, dentro de la categoría 1.1 y fue ganada por el belga Tim Merlier del Alpecin-Fenix. Completaron el podio, como segundo y tercer clasificado, el británico Daniel McLay del Arkéa Samsic y el alemán John Degenkolb del Lotto Soudal.

## Equipos participantes
Tomaron parte en la carrera 20 equipos: 3 de categoría UCI WorldTeam, 6 de categoría UCI ProTeam, 10 de categoría Continental y un equipo local de ciclocrós. Formaron así un pelotón de 133 ciclistas de los que acabaron 84. Los equipos participantes fueron:
| WorldTeams (3)- Intermarché-Wanty-Gobert Matériaux - Lotto Soudal - Qhubeka Assos ProTeams (6)- Alpecin-Fenix - Arkéa-Samsic - B&B Hotels p/b KTM - Bingoal Pauwels Sauces WB - Sport Vlaanderen-Baloise - Uno-X Pro Cycling Team Equipos continentales (11)- BEAT Cycling - Baloise-Trek Lions - Black Spoke - Canyon dhb SunGod - Development Team DSM - Hagens Berman Axeon - Metec-Solarwatt p/b Mantel - Riwal - SEG Racing Academy - Tarteletto-Isorex - XSpeed United |
| |

## Clasificación final
- Las clasificaciones finalizaron de la siguiente forma:[3]

| \| Clasificación general \| Clasificación general \| Clasificación general \| Clasificación general \| Clasificación general \| \| Ciclista \| Ciclista \| Equipo \| Tiempo \| \| \| --------------------- \| --------------------------- \| ---------------------------------- \| --------------------- \| --------------------- \| \| 1.º \| Tim Merlier \| Alpecin-Fenix \| 4 h 41 min 35 s \| \| \| 2.º \| Daniel McLay \| Arkéa-Samsic \| + 0 s \| \| \| 3.º \| John Degenkolb \| Lotto-Soudal \| + 0 s \| \| \| 4.º \| Reinardt Janse van Rensburg \| Qhubeka Assos \| + 0 s \| \| \| 5.º \| Bram Welten \| Arkéa-Samsic \| + 0 s \| \| \| 6.º \| Milan Menten \| Bingoal Pauwels Sauces WB \| + 0 s \| \| \| 7.º \| Stan Van Tricht \| SEG Racing Academy \| + 0 s \| \| \| 8.º \| Boy van Poppel \| Intermarché-Wanty-Gobert Matériaux \| + 0 s \| \| \| 9.º \| Jérémy Lecroq \| B&B Hotels p/b KTM \| + 0 s \| \| \| 10.º \| Rory Townsend \| Canyon dhb SunGod \| + 0 s \| \| |                             |                                    |                 |
| |                             |                                    |                 |
| Fuente: ProCyclingStats |                             |                                    |                 |
| Clasificación general |                             |                                    |                 |
| Ciclista | Ciclista                    | Equipo                             | Tiempo          |
| 1.º | Tim Merlier                 | Alpecin-Fenix                      | 4 h 41 min 35 s |
| 2.º | Daniel McLay                | Arkéa-Samsic                       | + 0 s           |
| 3.º | John Degenkolb              | Lotto-Soudal                       | + 0 s           |
| 4.º | Reinardt Janse van Rensburg | Qhubeka Assos                      | + 0 s           |
| 5.º | Bram Welten                 | Arkéa-Samsic                       | + 0 s           |
| 6.º | Milan Menten                | Bingoal Pauwels Sauces WB          | + 0 s           |
| 7.º | Stan Van Tricht             | SEG Racing Academy                 | + 0 s           |
| 8.º | Boy van Poppel              | Intermarché-Wanty-Gobert Matériaux | + 0 s           |
| 9.º | Jérémy Lecroq               | B&B Hotels p/b KTM                 | + 0 s           |
| 10.º | Rory Townsend               | Canyon dhb SunGod                  | + 0 s           |

## UCI World Ranking
Tour de Limburgo otorgó puntos para el UCI World Ranking para corredores de los equipos en las categorías UCI WorldTeam, UCI ProTeam y Continental. Las siguientes tablas muestran el baremo de puntuación y los 10 corredores que obtuvieron más puntos:
| Posición   | 1.º | 2.º | 3.º | 4.º | 5.º | 6.º | 7.º | 8.º | 9.º | 10.º | 11.º | 12.º | 13.º-15.º | 16.º-25.º |
| Puntuación | 125 | 85  | 70  | 60  | 50  | 40  | 35  | 30  | 25  | 20   | 15   | 10   | 5         | 3         |

| Clasificación |                             |                                    |        |
| Posición      | Ciclista                    | Equipo                             | Puntos |
| ------------- | --------------------------- | ---------------------------------- | ------ |
| 1.º           | Tim Merlier                 | Alpecin-Fenix                      | 125    |
| 2.º           | Daniel McLay                | Arkéa Samsic                       | 85     |
| 3.º           | John Degenkolb              | Lotto Soudal                       | 70     |
| 4.º           | Reinardt Janse van Rensburg | Qhubeka ASSOS                      | 60     |
| 5.º           | Bram Welten                 | Arkéa Samsic                       | 50     |
| 6.º           | Milan Menten                | Bingoal Pauwels Sauces WB          | 40     |
| 7.º           | Stan Van Tricht             | SEG Racing Academy                 | 35     |
| 8.º           | Boy van Poppel              | Intermarché-Wanty-Gobert Matériaux | 30     |
| 9.º           | Jérémy Lecroq               | B&B Hotels p/b KTM                 | 25     |
| 10.º          | Rory Townsend               | Canyon dhb Sungod                  | 20     |